# جبوبة شرعة (الرضمة)

تعديل مصدري - تعديل

جبوبة شرعة محلة تابعة لقرية القدمة، التابعة لعزلة البكرة بمديرية الرضمة إحدى مديريات محافظة إب في الجمهورية اليمنية.، بلغ تعداد سكانها 357 حسب تعداد اليمن لعام 2004.